# De wachter (Nic Jonk)
De wachter is de titel van minstens vier bronzen beeldhouwwerken van de kunstenaar Nic Jonk die op diverse plaatsen in Nederland staan. Het zijn geabstraheerde, mensachtige figuren die verschillen in formaat en vorm. Het is niet bekend waar ze op wachten of over waken.

## De wachter
Nic Jonk liet zich veelal inspireren door de mythologische of Bijbelse figuren; zo ook bij deze beelden die zowel figuratieve als abstracte eigenschappen hebben. Het figuratieve toont zich in de mensfiguur die met enige moeite te herkennen is in de beelden. Vanuit bepaalde hoeken is in het Utrechtse beeld een man met schild te herkennen. Hoewel deze mensfiguur ver geabstraheerd is, zien sommigen er een weergave van de Griekse godin Nikè in. Alles is weergegeven in ronde vormen, zo lijkt het hoofd op een ei en de armen en benen op wolken.

## De wachter in Amsterdam-Zuidoost
De “Amsterdamse wachter” staat op een betonnen sokkel in een groenstrook tussen de wijk Kelbergen en een afwateringstocht annex ringgracht om de K-Buurt. Het beeld is op het voetstuk gesigneerd en gedateerd 1973. Ook het gieterijstempel van Binder-Schmidt Bronsgieterij is duidelijk zichtbaar.
In Amsterdam-Zuid staat ook een totaal andere Wachter, van de hand van Boris Tellegen.

## De wachter in Utrecht
Het exemplaar op “De Bult” in Park de Gagel in Utrecht is voor zover bekend het grootste exemplaar. Het werd in 1976 geplaatst. Het ging destijds door voor het grootste en zwaarste beeld in Nederland en zou 100.000 gulden hebben gekost. Het werd in oktober 1976 onthuld.

## Andere wachters
Op het Simonsplein in Doetinchem staat een kleine versie, ook uit 1973; net zoals aan de Westerweg in Heerhugowaard.

## Afbeeldingen

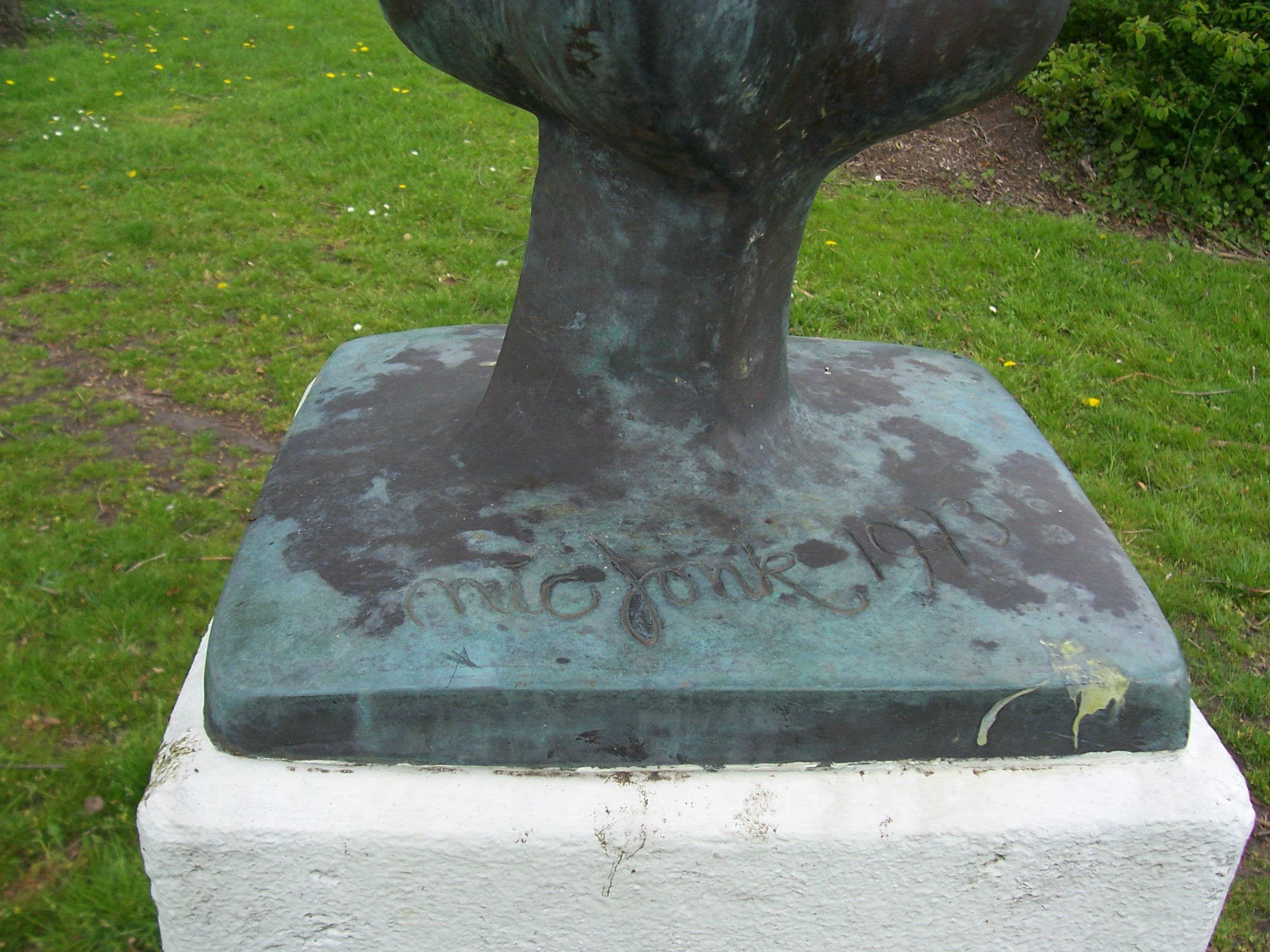
Inscriptie Nic Jonk in Zuidoost (mei 2013)
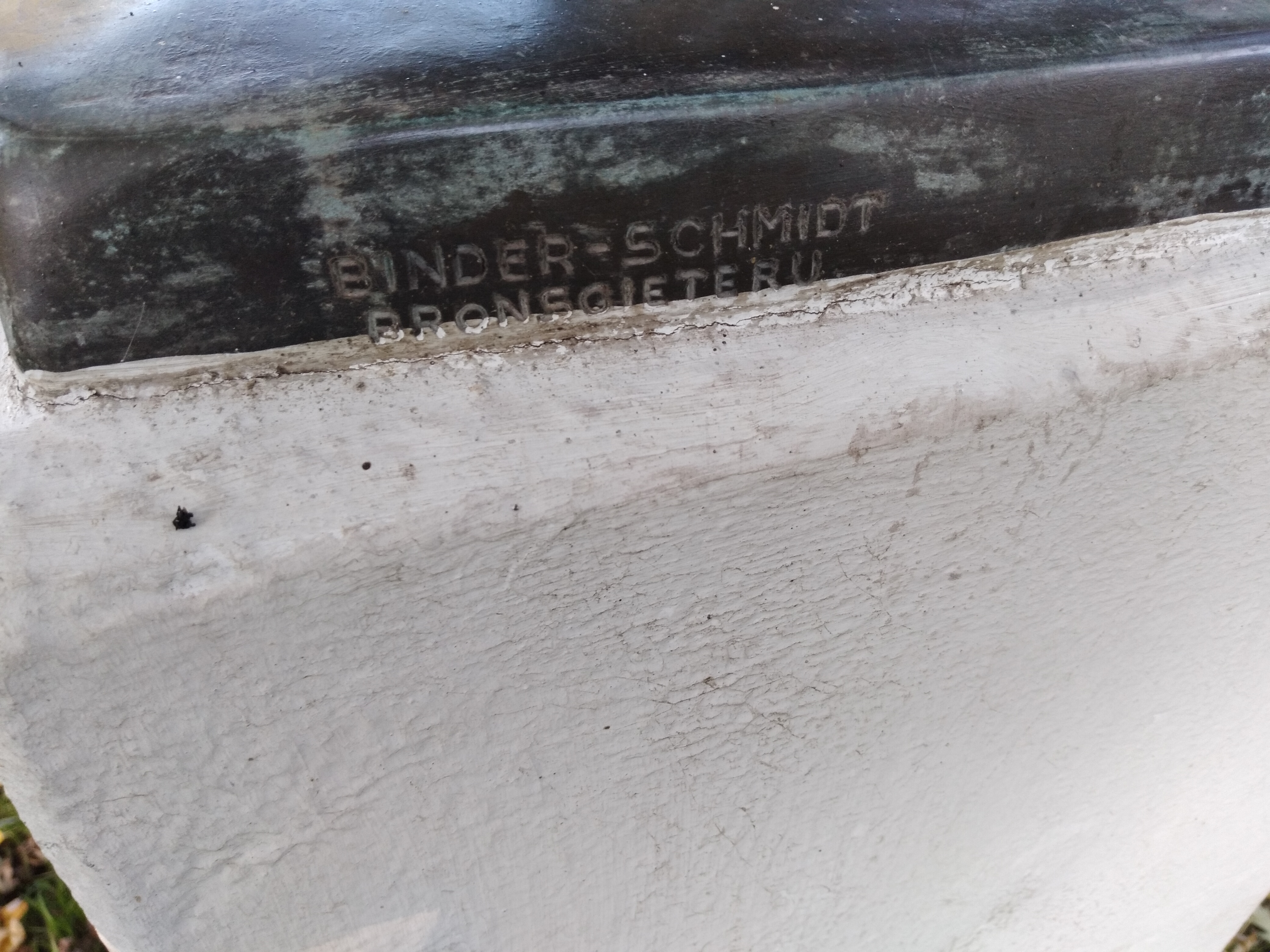
Stempel Binder-Schmidtin Zuidoost (oktober 2021)
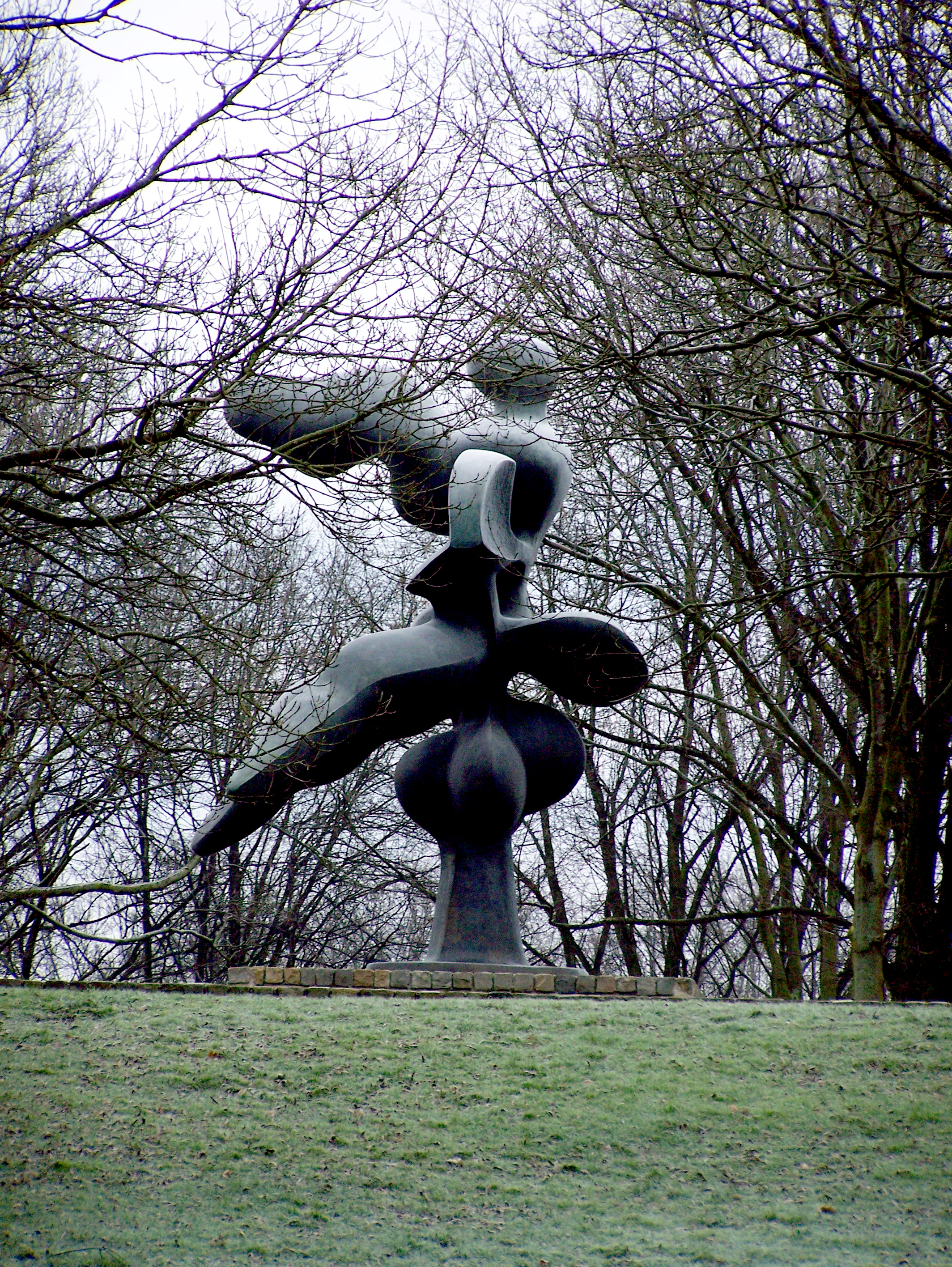
De wachter in Utrecht (februari 2009)
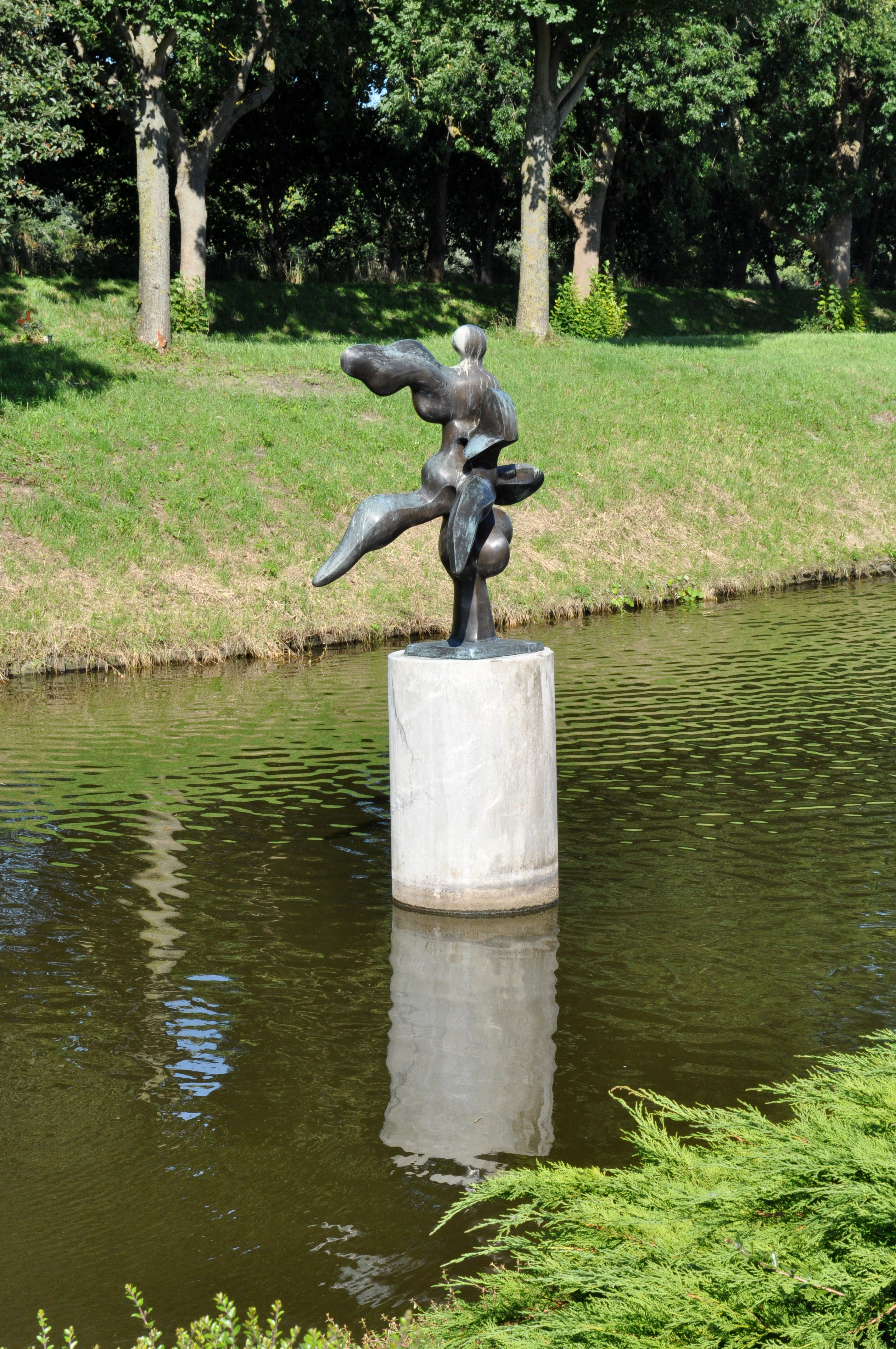
De wachter in Heerhugowaard (2010)
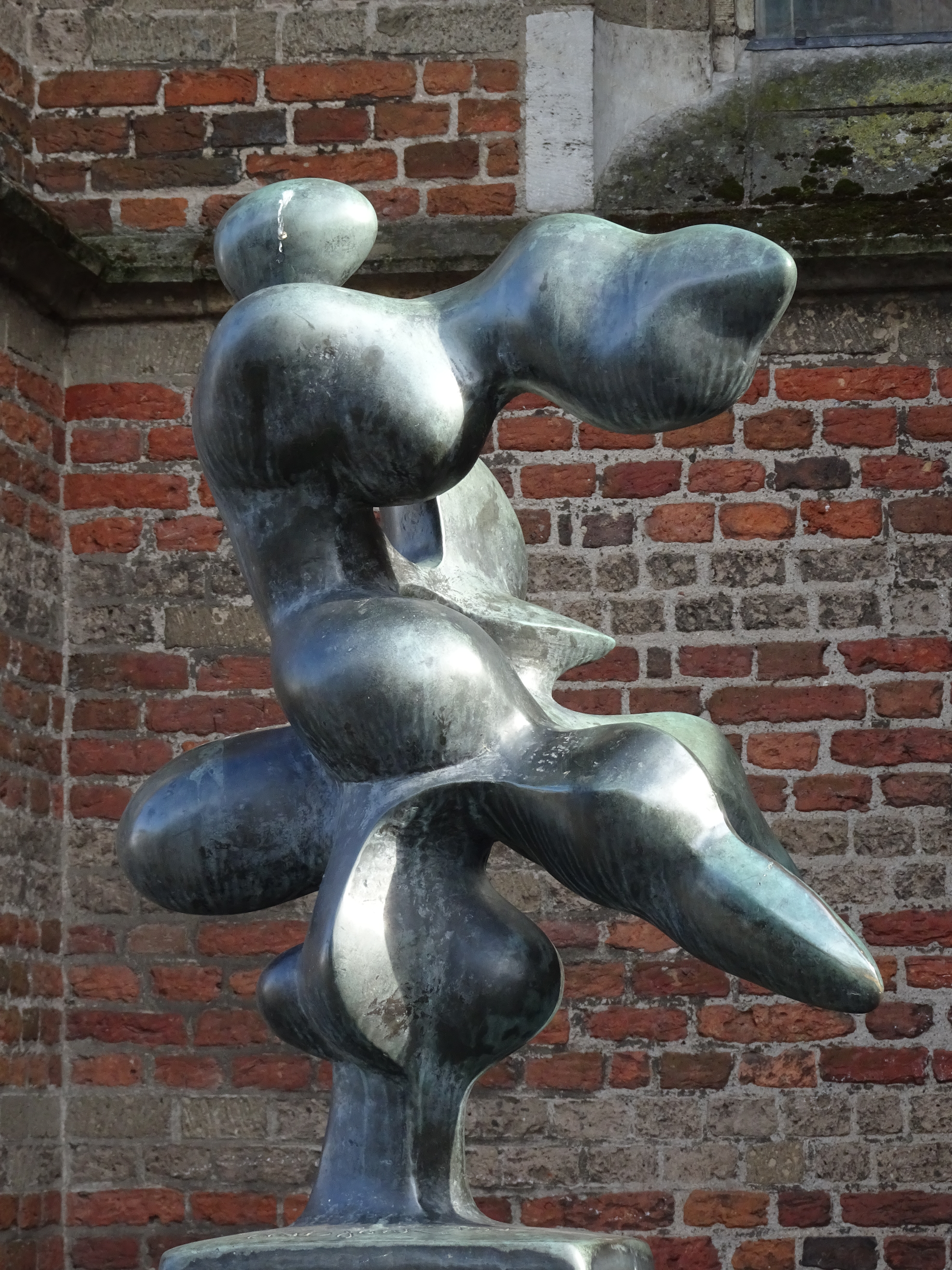
De wachter in Doetinchem (mei 2020)